# Ozeaneum Stralsund
Ozeaneum Stralsund [oʦeaˈneːʊm]IPA je veřejné akvárium v německém městě Stralsund. Ozeaneum je hlavní atrakcí Německého mořského muzea (Deutsches Meeresmuseum), jedná se zřejmě o jednu ze tří největších institucí svého druhu v Evropě.
Ozeaneum stojí v stralsundském přístavu na pobřeží Baltského moře. Otevřeno bylo v červenci 2008. Snaží se představit mořský život v Severním a Baltském moři.
Předpokládalo se, že Ozeaneum bude hlavní turistickou atrakcí s návštěvností 500 000 lidí za rok. Ukázalo se, že zájem značně převýšil očekávání. Po roce provozu přesáhl počet návštěvníků 900 000. Milióntá návštěva připadla na 27. července 2009.
Dne 22. května 2010 obdrželo OZEANEUM Stralsund Evropskou muzejní cenu roku (EMYA) na slavnostním vyhlášení ve finském Tampere.